# Diego Francisco Aduarte
Diego Francisco Aduarte (Saragozza, 1566 – Manila, 1637) è stato un vescovo cattolico e missionario spagnolo.

## Biografia
Nacque nel 1566 a Saragozza, in Spagna. Studiò all'Università di Alcalá.
Fu un missionario domenicano e, dal 1635, vescovo di Nueva Segovia, nell'isola di Luzon.
Morì nel 1637, o secondo altre fonti nel 1636, a Manila.

## Genealogia episcopale
La genealogia episcopale è:
- Cardinale Diego Espinosa Arévalo
- Cardinale Gaspar de Quiroga y Vela
- Cardinale Rodrigo de Castro Osorio
- Cardinale Bernardo de Sandoval y Rojas
- Arcivescovo García de Santa María Mendoza y Zúñiga, O.S.H.
- Arcivescovo Diego Vázquez de Mercado
- Vescovo Pedro de Arce, O.S.A.
- Arcivescovo Hernando Guerrero, O.S.A.
- Vescovo Diego Francisco Aduarte, O.P.

### Opere
- 1632 – Relación de muchos cristianos que han decidido por la fe católica en el Japón desde el año 1616 hasta el de 1628
- 1634 – Relación de los gloriosos martirios de seis religiosos de San Domingo de la provincia del Santo Rosario
- 1638 – Relación de algunas entradas que han hecho los religiosos de la Orden de Predicadores en la provincia del Santo Rosario
- 1640 – Historia de la provincia de Sancto Rosario de la Orden de Predicadores en Philippinas, Japón y China